# Elpenor
Elpenor (altgriechisch Ἐλπήνωρ Elpḗnōr) war in der griechischen Mythologie ein Gefährte des Odysseus und Teilnehmer am Trojanischen Krieg.
Nach Homers Odyssee war er noch sehr jung und nicht allzu tapfer im Kampf. Er gehörte zur Besatzung von Odysseus’ Schiff, als dieser auf der Heimfahrt von Troja an fremde Küsten und Inseln verschlagen wurde. Auf Aiaia, der Insel der Kirke, wurde Elpenor wie andere Gefährten des Odysseus von Kirke in ein Schwein verzaubert, aber wieder zurückverwandelt. Er verunglückte dann aber tödlich: Nachdem er viel Wein getrunken hatte, legte er sich auf das Dach von Kirkes Haus zum Schlaf. Am nächsten Morgen, als sich seine Gefährten für die Fahrt in die Unterwelt bereitmachten, schreckte er durch das Getöse auf. Aus Sorge, sie könnten ihn auf Aiaia vergessen, vergaß er, dass er sich auf einem Dach befand, stürzte in die Tiefe und brach sich das Genick.
Bei seinem Aufenthalt im Totenreich, am Abend desselben Tages, begegnete Odysseus dem Schatten Elpenors, der ihn anflehte, eine würdige Bestattung nachzuholen - Odysseus und seine Gefährten hatten den Leichnam Elpenors vor der Abfahrt nicht beerdigt. Zurück auf der Insel der Kirke wurde eine Trauerfeier für Elpenor abgehalten, ein Grab ausgehoben, sein Leichnam und seine Waffen darin verbrannt und darüber ein Erdhügel aufgeschüttet, auf den Odysseus und seine Gefährten einen Grabstein und ein Ruder steckten.
Elpenors angebliches Grab wurde bei der in Latium gelegenen Stadt Circei gezeigt; auf ihm sei zuerst Myrte gewachsen. In der Lesche zu Delphi war er zusammen mit Odysseus dargestellt.